# أم الخرين (غرب كارون)
أم الخرين (بالفارسية: ام‌الخرین) هي منطقة سكنية تقع في إيران في قسم غرب كارون الريفي. يقدر عدد سكانها بـ 539 نسمة بحسب إحصاء 2016.